# 耶律劉哥
耶律刘哥 （?—?），刘哥一作留哥，字明隐。辽朝宗室，契丹族。辽太祖弟耶律寅底石子。
其父寅底石曾参与反辽太祖的“诸弟之乱”，后被淳钦皇后杀害。他自幼骄狠，好凌侮人。辽太宗厌恶他，使守边塞，官至西南边大详稳。大同元年（947年），辽太宗南下伐后晋，卒于回师途中，耶律刘哥与五院夷离堇安瑞等随军将臣拥耶律阮（耶律倍子）在柩前继位，即辽世宗，淳钦皇太后立太宗弟耶律李胡，派兵来拒。他与叔父耶律安端率本部兵助世宗，与李胡兵在泰德泉遭遇，战中遇险，以身护安端，击败李胡，以功为惕隐。天禄二年（948年），与弟耶律盆都、太宗庶子耶律天德、侍卫萧翰谋反，事发被捕，迁于边陲，流放到乌古部，病殁。

## 延伸阅读
[在维基数据编辑]
 《辽史卷一百十三》，出自脱脱《遼史》